# Sante Caserio
Sante Ieronimo Caserio (más névalakokbanː Sante Geronimo Caserio vagy Santo Caserio) (Motta Visconti, 1873. szeptember 8. – Lyon, 1894. augusztus 16.) olasz anarchista, Marie François Sadi Carnot francia köztársasági elnök merénylője.

## Élete
Egy Milánóhoz közeli faluban, Motta Viscontiban született 1873. december 8-án. Ebben a faluban kezdte a tanítást a költőnő, Ada Negri, de Caserio nem volt a tanítványai között. Családja rendkívül szegény volt, apja, aki nyáron matróz, télen favágó volt, korán meghalt. Caserio tízéves korában Milánóba költözött, és a Tre Marie pékségben helyezkedett el. Munkaadói később udvarias, keményen dolgozó fiúként emlékeztek vissza rá.
Annak ellenére, hogy félig írástudatlan volt, nagyon hamar megértette az anarchizmus alapelveit, amikor megismerkedett a mozgalommal. Barátságot kötött Pietro Gori ügyvéddel, a L’amico del Popolo (A Nép Barátja) című újság irányítójával. Gori később azt mondta, hogy egy téli reggelen látta, ahogy Caserio a saját megtakarításából vett propagandalapokat és kenyeret osztott a munkásoknak Milánóban. A munkások általános szokásaival ellentétben alig ivott, ritkán dohányzott. Puritán életet élt, egy esetben megrótta barátait, miután kijöttek egy bordélyból, hogy kihasználják a kiszolgáltatott nőket. Amikor egyikük azt válaszolt, hogy a pénzükkel legalább enyhítenek nyomorukon, Caserio bement a házba, és pénzét az egyik prostituáltnak ajándékozta. Bérelt lakásában gyakran nyújtott menedéket otthontalan elvtársainak, mondta róla Gori.
Az ügyvéd visszaemlékezéseit megerősítette Filippo Turati is, aki a Carnot elleni merénylet után a Critica Sociale-ben (Társadalomkritika) írt cikkében udvarias, komoly, csendes fiatalembernek írta le, aki elkötelezte magát a mozgalom mellett. Fontosnak tartotta, hogy az anarchista ideál szerint éljen és dolgozzon; családját elvtársai jelentették számára. A visszaemlékezések szerint szőke, vékony, átlagos magasságú férfi volt. Az anarchizmussal a Porta Romana-i csoport ismertette meg, később létrehozta saját társaságát a Porte Genovánál, ahol kialakítottak egy találkozóhelyet.
1892. április 26-án tartoztatta le a rendőrség először, amikor egy dialógus formában megírt antimilitarista röpiratot osztogatott a Santa Prassede laktanyánál. Elítélték, de hamar szabadult. Tizenkilenc éves korában behívót kapott, de Svájcba menekült. Néhány héten át Luganóban dolgozott, és részt vett az 1893-as sztrájkban. Később Lausanne-ba, majd Genfbe, végül Lyonba költözött. A francia városban erős anarchista mozgalom működött, amellyel Caserio felvette a kapcsolatot, de összeköttetésben maradt az olasz csoportokkal is. Lyonból Vienne-be, onnan Cettébe, egy Montpellier-től délre fekvő, tengerparti településre ment, ahol sok olasz munkás élt.

## Kiváltó okok
1893. december 9-én August Vaillant francia anarchista bombát dobott a képviselőház tagjai közé. Annak ellenére, hogy a merényletben senki nem sérült meg, az elkövetőt 1984. január 10-én halálra ítélték, majd február 5-én a Roquette-börtön nyaktilójával kivégezték. Marie François Sadi Carnot köztársasági elnök nem mutatott könyörületet az ítélet megváltoztatását kérő petíció ellenére sem. Vaillant az anarchiát éltetve ment a vérpadra, és azt mondta, halálát bosszú követi majd. Hét nappal később Émile Henry bombát robbantott a nagypolgárság egyik kedvelt helyén, a Café Terminusban. Egy ember meghalt, többen megsebesültek. 1894. május 21-én Henryt is kivégezték. A két esemény között több hasonló robbantást hatottak végre.

## A merénylet
1894. június 23-án, alig egy hónappal Henry kivégzése után, Caserio reggel 10-ig munkahelyén, a Viala pékségben dolgozott. Valami apróságon összeveszett főnökével, ezért felmondott, és a felmarkolt húsz frankkal távozott. Másfél órával később vásárolt egy tőrt öt frankért. Délután egy órakor a Café du Garde-ban volt, a L'Intransigeant című újságot olvasta, majd azt mondta, hogy Lyonba utazik. Előző nap megtudta, hogy Marie François Sadi Carnot nyitja meg a városban rendezett világkiállítást, és elhatározta, megöli. Caserio a délután hármas vonattal Montbazin-be, onnan Montpellier-be utazott, majd hat és fél óra várakozás után folytatta útját Avignonba.
Avignonban kiderült, hogy a vonatjegy Lyonba 11,3 frank. Caseriónak 12 frankja volt, de ha megveszi a jegyet, akkor nem tud élelmiszerre költeni. Ezért úgy döntött, hogy Vienne-be utazik csak, ami 9,8 frankba került. Hajnali 4.12 órakor indult a vonata, és 9.45-kor érkezett Vienne-be. Megvette a Le Lyon Républicain friss kiadását, kivágta belőle a köztársasági elnök programját, majd belecsavarta a tőrét. A városban találkozott néhány régi ismerősével, köztük egy fodrásszal, aki ingyen levágta a haját és adott neki egy pohár bort. Délután fél kettőkor Caserio elindult gyalog a 27 kilométerre fekvő Lyon felé. Amikor elérte a várost, már zajlottak az ünnepségek, a kereskedelmi kamara bankettet adott Carnot tiszteletére. Az anarchista egy helyen átvágta magát a tömegen, és elérte azt a lezárt útszakaszt, amelyen az államfő és kísérete a színházi gála-előadásra tartott.
Caserio az út bal oldalán állt, de az újságból tudta, hogy az elnök a hintó jobb oldalán ül, ezért átsietett a lezárt úton, és beállt a várakozók közé, a második sorba. Este negyed 10-kor a tömeg tülekedni kezdett. Először a köztársasági gárda két lovasa, majd más katonai egységek haladtak el Caserio előtt. Hirtelen felhangzott a Marseillaise, és feltűnt az államfő kocsija, mindkét oldala mellett egy-egy lovas katonával. A hintóban Carnot-val utazott a város polgármestere és két tábornok. A tömeg éljenzett, Caserio pedig átvágta magát az első soron, fellépett a hintó lépcsőjére, és tőrét beleszúrta a köztársasági elnökbe.
Mivel a tőr újságpapírba volt tekerve, a bámészkodók közül sokan azt hitték, hogy Caserio csak egy kérelmet akart átadni az elnöknek. A merénylő, ahelyett, hogy eltűnt volna a tömegben, a hintó előtt futott, és azt kiabálta, hogy Éljen az anarchiaǃ Éljen a köztársaságǃ A lovasok ezután őrizetbe vették  és a tömeg dühe elől kimentették őt. Az elnököt a prefektúrára vitték, ahol nem sokkal éjfél után meghalt.

## Következmények
A merénylet, annak ellenére, hogy I. Umbertó olasz király és Francesco Crispi olasz miniszterelnök elítélte Caserio tettét, és kifejezte együttérzését, olaszellenes megmozdulásokat váltott ki Franciaországban. Lyonban és más francia városokban olasz boltokat támadtak meg a dühös emberek, Párizsban többen hadjáratot követeltek Olaszország ellen. Egy Amerikába tartó, olasz kivándorlókat szállító hajót kitiltottak az összes francia kikötőből.
Caserio perén, egy nem túl megbízható tanú ellenére is, nyilvánvalóvá vált, hogy az anarchista teljesen egyedül, külső segítség nélkül cselekedett. Milánói ügyvédje megpróbálta arra építeni a védekezést, hogy bemutatja Caserio családjának mentális problémáit, enyhítve ezzel a politikai szálat. Az anarchista levélben tiltakozott emiatt Podreider ügyvédnél. Amikor új, kirendelt védője, Dubreil Pietro Gori rossz befolyására hivatkozott, hogy enyhítsen a büntetési tételen, a vádlott indulatosan félbeszakította, megvédve eszméit.
A tárgyalás utolsó napja 1894. augusztus 3-án volt, és a merénylőt halálra ítélték. Caserio visszautasította a fellebbezési lehetőséget. Az anarchistát 1894. augusztus 16-án nyaktilóval lefejezték. A kivégzést a kifejezetten ezért Lyonba érkező főhóhér, Louis Deibler hajtotta végre. Nagyjából háromezren gyűltek össze Caserio kivégzésén, aki méltósággal várt a sorára, de amikor ő következett, megijedt, hátralépett, és az mondta, nem akarom (A voeri no). Hamar összeszedte azonban magát, és hajnali 4.35 órakor a nyaktiló lemetszette a fejét.